# Torsionsdämpfer
Als Torsionsdämpfer wird eine Bauform von Drehschwingungsdämpfern bezeichnet, die oft als Teil der Kupplung zwischen einem Verbrennungsmotor und der Abtriebswelle bzw. dem manuellen Getriebe oder zwischen Getriebe und Zapfwelle eingesetzt werden. Ziel ist es, Drehmomentspitzen der Motoren und Laufunruhen von Arbeitsgeräten abzufangen. Neben dem Fahrkomfort wird auch Beanspruchung und Verschleiß der Antriebskomponenten positiv beeinflusst. 
Zur Dämpfung kommen folgende Komponenten zum Einsatz:
Fette, Schrauben-, Axial-, Bogen- und Spiralfedern, sowie Silikone und Öle mit hoher Viskosität.

## Funktion
Schwingungs-Torsionsdämpfer als Teil von Fahrkupplungen bestehen aus zwei Scheiben, die über ein gemeinsames Gehäuse verbunden sind. 
Das Innenteil kann sich beim Auftreten von Drehmomentspitzen gegen das Außenteil verdrehen. Damit allerdings eine Kraftübertragung stattfinden kann, ist der mögliche Verdrehungswinkel begrenzt auf meistens 90°. Ab einem bestimmten Drehmoment muss der fest mit dem Motorschwungrad verbundene Außenteil den Innenteil mit der verzahnten Getriebewelle mitdrehen. Dies geschieht allerdings nicht unbegrenzt bis zum Anschlag; vorher kommen die Federn und Fette im Torsionsdämpfer zum Einsatz, die jede extreme, störende Drehmomentspitze vom Motor oder vom Getriebe und die von zapfwellengetriebenen Anbaugeräten kommenden Anregungen weitgehend neutralisieren und in gleichförmige Bewegungen umwandeln. 

## Torsionsdämpfer bei Fahrzeugen ohne Schaltgetriebe
Kraftfahrzeugen ohne Schaltgetriebe besitzen keine manuell betätigte Kupplung. 
Bei Fahrzeugen mit Lastschalt- oder stufenlosem Getriebe werden Schwingungsdämpfer ähnlich eines Kupplungsautomats hinter dem Schwungrad angeflanscht. Dabei werden die Schrauben durch den äußeren Rand des Dämpfers geführt und verschraubt.  Weil dieses Bauteil zum Motor hin starr ist, spricht man auch vom Sekundärteil. Durch das verdrehbare Innenteil, das Primärteil, wird die Getriebewelle geführt. Die Außenverzahnung passt hier in die gegenteilige Innenverzahnung, sodass kein Spiel möglich ist. 